# Mareil-Marly
Mareil-Marly är en kommun i departementet Yvelines i regionen Île-de-France i norra Frankrike. Kommunen ligger i kantonen Le Pecq som tillhör arrondissementet Saint-Germain-en-Laye. År 2022 hade Mareil-Marly 3 984 invånare.

## Befolkningsutveckling
Antalet invånare i kommunen Mareil-Marly
| Referens: INSEE |